# (10875) Veracini
(10875) Veracini est un astéroïde de la ceinture principale.

## Description
(10875) Veracini est un astéroïde de la ceinture principale. Il fut découvert le 7 octobre 1996 à Kitt Peak par le projet Spacewatch. Il présente une orbite caractérisée par un demi-grand axe de 2,73 UA, une excentricité de 0,22 et une inclinaison de 9,9° par rapport à l'écliptique.
Cet astéroïde est nommé en l'honneur du compositeur et violoniste italien Francesco Maria Veracini (1690-1768).

## Compléments